# Ami-Saduka
Ami-Saduka, tudi Amisaduka in  Amizaduga,  je bil deseti  kralj iz prve babilonske dinastije, ki je vladal okoli 1646–1626 pr. n. št. (srednja kronologija).
Od približno 21 po njem imenovanih let  so se ohranila imena prvih 17 let. Imena kažejo, da je bil precej miroljuben vladar, ki se je ukvarjal predvsem  s krašenjem in dograjevanjem templjev in nekaj drugimi gradbenimi projekti, med njimi z gradnjo zidu na ustju Evfrata v 11. letu svoje vladavine.

## Sklic
1. ↑   Imena let Ami-Sadukove vladavine.

| Vladarski nazivi       | Vladarski nazivi                                  | Vladarski nazivi        |
| ---------------------- | ------------------------------------------------- | ----------------------- |
| Predhodnik: Ami-Ditana | Kralj Babilonije 1646 pr. n. št. – 1626 pr. n. št | Naslednik: Samsu-Ditana |